# Adam Jones (football américain)
Pour les articles homonymes, voir Adam Jones et Jones.
(en) Statistiques sur pro-football-reference
Adam Bernard « Pacman » Jones (né le 30 septembre 1983 à Atlanta) est un américain, joueur de football américain qui a évolué aux postes de cornerback et de kick returner dans la National Football League (NFL) pendant quatorze saisons (2005-2018).
Auparavant, il a joué au niveau universitaire pendant trois saisons pour les Mountaineers de la Virginie-Occidentale au sein de la NCAA Division I FBS.
Il est sélectionné en 6e choix global lors du premier tour de la draft 2005 de la NFL par la franchise des Titans du Tennessee. Il joue ensuite avec les Cowboys de Dallas et les Bengals de Cincinnati.

## Biographie
Jones a été suspendu par la NFL pour toute la saison 2007 et le début de la saison 2008 à cause de problèmes judiciaires à répétition.
Il en profite pour effectuer une entrée assez médiatisée dans le monde du catch en signant un contrat en août 2007 avec la Total Nonstop Action Wrestling. La TNA et les Titans s'étaient accordés pour qu'il n'ait aucune activité physique, son rôle restant essentiellement promotionnel. Malgré cela, il forme avec Ron Killings la Team Pacman et sont champions du monde par équipe de la TNA pendant plus d'un mois.
Il est ensuite échangé aux Cowboys de Dallas contre un choix de quatrième tour et un choix optionnel de draft à la condition qu'il joue lors de la saison 2008. 
Il est congédié en février 2009 et est acquis par les Bengals de Cincinnati.
Le 10 janvier 2016, lors d'un match de playoff, auteur d'une pénalité, il provoque la défaite des Bengals de Cincinnati contre les Steelers de Pittsburgh.
Début de saison 2018, il est agent libre. Il annonce sa retraite le 24 mai 2019.
Il est marié depuis le 5 juillet 2014 à Tishana Holmes.

## Statistiques NFL
| Saisons      | Équipes               | Matchs | Matchs | Tacles   | Tacles   | Tacles   | Tacles   | Fumbles  | Fumbles  | Fumbles  | Interceptions | Interceptions | Interceptions | Interceptions | Interceptions | Interceptions |
| ------------ | --------------------- | ------ | ------ | -------- | -------- | -------- | -------- | -------- | -------- | -------- | ------------- | ------------- | ------------- | ------------- | ------------- | ------------- |
| Saisons      | Équipes               | MJ     | MS     | Tot.     | Solo     | Ast.     | Sack     | FF       | FR       | Yds      | Int.          | Yds           | Moy.          | + Long        | TD            | PD            |
| 2005         | Titans du Tennessee   | 15     | 13     | 53       | 44       | 09       | 0        | 0        | 0        | 0        | 0             | 0             | 00,0          | 0             | 0             | 10            |
| 2006         | Titans du Tennessee   | 15     | 15     | 63       | 51       | 12       | 1        | 1        | 0        | 0        | 4             | 130           | 32,5          | 83            | 1             | 12            |
| 2007         | Titans du Tennessee   | 0      | 0      | Suspendu | Suspendu | Suspendu | Suspendu | Suspendu | Suspendu | Suspendu | Suspendu      | Suspendu      | Suspendu      | Suspendu      | Suspendu      | Suspendu      |
| 2008         | Cowboys de Dallas     | 09     | 06     | 31       | 26       | 05       | 0        | 1        | 1        | 0        | 0             | 0             | 00,0          | 0             | 0             | 07            |
| 2010         | Bengals de Cincinnati | 05     | 01     | 14       | 11       | 03       | 0        | 1        | 2        | 59       | 1             | 010           | 10,0          | 10            | 0             | 03            |
| 2011         | Bengals de Cincinnati | 08     | 07     | 28       | 26       | 02       | 0        | 0        | 0        | 0        | 0             | 0             | 00,0          | 0             | 0             | 06            |
| 2012         | Bengals de Cincinnati | 16     | 05     | 40       | 33       | 07       | 1        | 1        | 0        | 0        | 0             | 0             | 00,0          | 0             | 0             | 09            |
| 2013         | Bengals de Cincinnati | 16     | 13     | 56       | 44       | 12       | 0        | 1        | 2        | 43       | 3             | 060           | 20,0          | 60            | 1             | 12            |
| 2014         | Bengals de Cincinnati | 16     | 03     | 63       | 51       | 12       | 0        | 0        | 1        | 0        | 3             | 023           | 07,7          | 12            | 0             | 11            |
| 2015         | Bengals de Cincinnati | 14     | 14     | 62       | 53       | 09       | 1        | 1        | 0        | 0        | 3             | 014           | 04,7          | 14            | 0             | 12            |
| 2016         | Bengals de Cincinnati | 16     | 16     | 66       | 54       | 12       | 0        | 1        | 1        | 0        | 1             | 02            | 02,0          | 02            | 0             | 07            |
| 2017         | Bengals de Cincinnati | 09     | 09     | 23       | 19       | 04       | 0        | 0        | 0        | 0        | 1             | 0             | 00,0          | 0             | 0             | 04            |
| 2018         | Broncos de Denver     | 07     | 02     | 0        | 0        | 0        | 0        | 0        | 0        | 0        | 1             | 0             | 00,0          | 0             | 0             | 03            |
| Carrière NFL | Carrière NFL          | 146    | 104    | 498      | 411      | 87       | 3,0      | 7        | 7        | 102      | 17            | 239           | 12,8          | 83            | 2             | 96            |

## Récompenses et trophées
- Sélection au Pro Bowl : Pro Bowl 2016 à la suite de la saison 2015
- Sélection dans l'équipe type All-Pro : 2014
- Sélection dans l'équipe type AFC par Pro Football Writers Association (en) : 2006
- Équipe type NFL composée de Rookies : 2005